# Tabernash
Tabernash – jednostka osadnicza w Stanach Zjednoczonych, w stanie Kolorado, w hrabstwie Grand.